# Tychero
Tychero (in greco Τυχερό?, in turco Bıdıklı) è un ex comune della Grecia nella periferia della Macedonia orientale e Tracia di 4 103 abitanti secondo i dati del censimento 2001.
È stato soppresso a seguito della riforma amministrativa detta Programma Callicrate in vigore dal gennaio 2011 ed è ora compreso nel comune di Soufli.

## Località
Tychero è suddiviso nelle seguenti comunità (i nomi dei villaggi tra parentesi):
- Fylakto
- Lefkimmi
- Lyra
- Provatonas (Provatonas, Tavri, Thymaria)
- Tychero